# Robot Hive/Exodus
Robot Hive/Exodus – siódmy studyjny album zespołu stoner rockowego Clutch. Został wydany w roku 2005, zawiera 14 utworów (15 w innych edycjach), wliczając w to dwa covery bluesowe. Reedycja albumu ukazała się 28 września 2010. Zawiera 14 oryginalnych utworów, DVD z ich występem na festiwalu Sounds of the Underground w lipcu 2005 oraz nowe opakowanie.

## Lista utworów
| Nr  | Tytuł                                   | Długość |
| --- | --------------------------------------- | ------- |
| 1.  | "The Incomparable Mr. Flannery"         | 3:34    |
| 2.  | "Burning Beard"                         | 4:00    |
| 3.  | "Gullah"                                | 4:24    |
| 4.  | "Mice and Gods"                         | 3:55    |
| 5.  | "Pulaski Skyway"                        | 4:09    |
| 6.  | "Never Be Moved"                        | 4:04    |
| 7.  | "10001110101"                           | 5:00    |
| 8.  | "Small Upsetters"                       | 2:38    |
| 9.  | "Circus Maximus"                        | 3:42    |
| 10. | "Tripping the Alarm"                    | 2:25    |
| 11. | "10,000 Witnesses"                      | 3:29    |
| 12. | "Land of Pleasant Living"               | 4:06    |
| 13. | "Gravel Road" Mississippi Fred McDowell | 5:18    |
| 14. | "Who's Been Talking?" Howlin’ Wolf      | 3:46    |
| 14. | "Slow Hole to China"                    | 3:20    |

## Udział przy tworzeniu
- Neil Fallon – wokalista, gitara elektryczna, Perkusja
- Tim Sult – Gitars
- Jean Paul Gaster – bębny, perkusja
- Dan Maines – gitara basowa
- Mick Schauer – Organy Hammonda, Klawinet Hohnera, Elektryczne pianino Wurlitzera
- J. Robbins – Producent, nagrywający
- Chris Laidlaw – technik
- John Agnello – technik, Miksowanie
- Larry Packer – technik
- Ted Young – asystent technika
- Alan Douches – Mastering
- Jack Flanagan – zarządzanie
- Nick Lakiotes – okładka i jej układ

## Pozycje na listach
| Rok  | Lista                              | Pozycja |
| ---- | ---------------------------------- | ------- |
| 2005 | The Billboard 200                  | #94     |
| 2005 | The Billboard - Independent Albums | #7      |

## W popkulturze
- Utwór "Mice and Gods" został użyty jako piosenka wejścia DaMarquesa Johnsona na UFC 112.
- Utwór "10001110101" znalazł się w jukeboxie w grze Prey
- Utwór "Burning Beard" pojawił się w grze MX vs. ATV Reflex.